# Coppa di Francia 2000 (ciclismo)
La Coppa di Francia di ciclismo 2000, nona edizione della competizione, si svolse dal 19 febbraio al 1º ottobre 2000, in 16 eventi tutti facenti parte del circuito UCI. Fu vinta dal francese Patrice Halgand della Jean Delatour, mentre il miglior team fu Crédit Agricole.

## Calendario
| Corsa | Data         | Evento                                  | Vincitore          | Squadra                 | Leader della classifica |
| ----- | ------------ | --------------------------------------- | ------------------ | ----------------------- | ----------------------- |
| 1     | 19 febbraio  | Tour du Haut-Var (2000)                 | Daniele Nardello   | Mapei-Quick Step        | Andrej Kivilëv          |
| 2     | 20 febbraio  | Classic Haribo (2000)                   | Jaan Kirsipuu      | AG2R Prévoyance         | Jaan Kirsipuu           |
| 3     | 19 marzo     | Cholet-Pays de Loire (2000)             | Jens Voigt         | Crédit Agricole         | Laurent Brochard        |
| 4     | 31 marzo     | Route Adélie (2000)                     | Laurent Brochard   | Jean Delatour           | Laurent Brochard        |
| 5     | 2 aprile     | Grand Prix de la Ville de Rennes (2000) | Gordon Fraser      | Mercury                 | Laurent Brochard        |
| 6     | 20 aprile    | Grand Prix de Denain (2000)             | Endrio Leoni       | Alessio                 | Laurent Brochard        |
| 7     | 23 aprile    | Tour de Vendée (2000)                   | Jaan Kirsipuu      | AG2R Prévoyance         | Jaan Kirsipuu           |
| 8     | 25 aprile    | Parigi-Camembert (2000)                 | Didier Rous        | Bonjour                 | Jaan Kirsipuu           |
| 9     | 30 aprile    | Trophée des Grimpeurs (2000)            | Patrice Halgand    | Jean Delatour           | Jaan Kirsipuu           |
| 10    | 27 maggio    | À travers le Morbihan (2000)            | Patrice Halgand    | Jean Delatour           | Patrice Halgand         |
| 11    | 3 giugno     | Classique des Alpes (2000)              | José María Jiménez | Banesto                 | Patrice Halgand         |
| 12    | 12 giugno    | Grand Prix de Villers-Cotterêts (2000)  | Damien Nazon       | Bonjour                 | Patrice Halgand         |
| 13    | 21 agosto    | Circuit de l'Aulne (2000)               | Walter Bénéteau    | Bonjour                 | Patrice Halgand         |
| 14    | 10 settembre | Grand Prix de Fourmies (2000)           | Andrej Hauptman    | Vini Caldirola-Sidermec | Patrice Halgand         |
| 15    | 17 settembre | Grand Prix d'Isbergues (2000)           | Peter Van Petegem  | Farm Frites             | Patrice Halgand         |
| 16    | 1º ottobre   | Parigi-Bourges (2000)                   | Laurent Brochard   | Jean Delatour           | Patrice Halgand         |

## Classifiche
| Pos. | Corridore        | Squadra         | Punti |
| ---- | ---------------- | --------------- | ----- |
| 1    | Patrice Halgand  | Jean Delatour   | 169   |
| 2    | Laurent Brochard | Jean Delatour   | 161   |
| 3    | Jaan Kirsipuu    | AG2R Prév.      | 122   |
| 4    | Jens Voigt       | Crédit Agricole | 113   |
| 5    | Damien Nazon     | Bonjour         | 80    |
| 6    | Walter Bénéteau  | Bonjour         | 78    |
| 7    | Chris Peers      | Cofidis         | 73    |
| 7    | Sergej Jakovlev  | Besson          | 73    |
| 9    | David Moncoutié  | Cofidis         | 67    |
| 10   | Saulius Ruskis   | Saint-Quentin   | 58    |